# Ґаліт Дістель-Атбар'ян
Ґаліт Дістель-Атбар'ян (івр. גלית דיסטל-אטבריאן‎; нар. 10 січня 1971, Єрусалим) — ізраїльська політична діячка, депутат Кнесету від партії Лікуд (2021–2023). З 16 січня 2023 року обіймала посаду міністерки інформації Ізраїлю. 12 жовтня 2023 року пішла у відставку з цієї посади.